# Славный (Саратовская область)
Славный —посёлок в Дергачёвском районе Саратовской области в составе сельского поселения Зерновское муниципальное образование.

## География
Находится на расстоянии примерно 31 километр по прямой на юг-юго-запад от районного центра поселка Дергачи.

## История
Официальная дата основания 1929 год.

## Население
Постоянное население составляло 176 человека в 2002 году (казахи 62%) , 118 в 2010.